# Habralictus ligeus
Habralictus ligeus är en biart som först beskrevs av Carlos Schrottky 1910.  Habralictus ligeus ingår i släktet Habralictus och familjen vägbin. Inga underarter finns listade i Catalogue of Life.